# Il figlio di d'Artagnan
Il figlio di d'Artagnan è un film del 1950 diretto da Riccardo Freda.

## Trama
Raoul d'Artagnan, figlio del Maresciallo d'Artagnan, è entrato in un convento ed è in attesa di entrare a far parte dell'ordine religioso. Un misterioso cavaliere uccide il priore, il quale si era opposto alla cattura del corriere di Richelieu, Raoul lascia la tonaca e vestito da cavaliere va a Grecy dove il padre ha il suo quartier generale. Qui conosce il duca di Bligny e Linda, una pasticciera, di cui se ne innamora. Raoul si offre di rintracciare e far punire il misterioso cavaliere; ma lui tenta di farlo uccidere senza risultato e così fa in modo che venga accusato di aver rubato il piano delle operazioni contro i fiamminghi per farlo condannare a morte. Raoul farà saltare la fortezza nemica che sbarra il cammino alle truppe e entrando nella fortezza con il duca Bligny scopre che il misterioso cavaliere è un duca, consigliere militare del padre.

## Distribuzione
Il film venne distribuito nel circuito cinematografico italiano l'8 marzo 1950.

## Accoglienza
Il film incassò 201.000.000 di lire dell'epoca.